# Kodiosoma otero
Kodiosoma otero är en fjärilsart som beskrevs av Barnes 1907. Kodiosoma otero ingår i släktet Kodiosoma och familjen björnspinnare. Inga underarter finns listade i Catalogue of Life.